# Vänern
Vänern er Sveriges største sø og den tredjestørste sø i Europa efter Ladoga og Onega.
Den ligger i landskaberne Västergötland, Dalsland og Värmland.
Søen har flere skærgårde og 22.000 øer. De største øer er Torsö, Kållandsö og Hammarö.
Ved søen ligger byerne Vänersborg, Åmål, Säffle, Karlstad, Kristinehamn, Mariestad og Lidköping.
Vänern er en del af Göta kanal, og den har forbindelse til Kattegat gennem Göta älv, som har sit udløb i Göteborg. Ligeledes har den forbindelse til søen Vättern ved Karlsborg via Göta Kanal.

## Historie
Søen blev formet efter den sidste istid for omkring 10.000 år siden. Da isen smeltede, blev hele midten af Sverige dækket af vand, som dannede et stræde mellem Kattegat og Den Botniske Bugt. På grund af den efterfølgende landhævning blev søer som Vänern og Vättern isolerede. Som et resultat heraf findes der stadig arter dér fra istiden, som normalt ikke findes i ferskvandssøer.